# Batalla de la badia de Mobile
La Batalla de la badia de Mobile  va ser una batalla naval ocorreguda entre el 2 i el 23 d'agost de 1864, en el marc de la Guerra Civil Nord-americana. La batalla va suposar una victòria important per a la Unió, ja que va deixar sense ports a la Confederació després de la captura del port de Savannah (Geòrgia). Ambdós fets van ser un important impuls per a la reelecció d'Abraham Lincoln com a president dels EUA.

## Batalla
Comandant les forces de la Unió es trobava l'Almirall David Farragut, mentre que per part de la Confederació estava al comandament l'Almirall Franklin Buchanan. La batalla es va produir a la costa d'Alabama, a l'entrada de la Badia de Mobile, que estava defensada per dos forts confederats: Fort Morgan i Fort Gaines, i per una sèrie de mines navals que van crear un estret canal pel qual entrar i sortir de la badia.
Amb 18 vaixells en total, comandar una força naval força més poderosa que la de la Confederació, que només comptava amb quatre vaixells. No obstant això, la Unió va patir una tremenda pèrdua, ja que el USS Tecumseh va ser críticament danyat per un torpede, i es va enfonsar en menys de tres minuts amb 94 homes a bord.
Sota el foc confederat procedent tant de la flota confederada com del Fort Morgan, Farragut va haver de triar entre la retirada o desafiar el camp de mines. D'acord amb algunes fonts, Farragut va pronunciar en aquest moment la seva famosa frase: «Maleïts torpedes! A tota velocitat!» (Damn the torpedes! Full speed ahead!).
Així, Farragut, comandant el seu vaixell insígnia, va superar el camp de mines, seguit per tota la seva flota. Quan van arribar a la badia, van derrotar a la flota confederada. Buchanan es va lliurar a bord del USS Hartford. D'aquesta manera, després de tres setmanes, després d'operacions conjuntes entre l'Exèrcit i l'Armada de la Unió, es van capturar els forts que defensaven la badia. La ciutat de Mobile va romandre en mans confederades, però les seves posicions fortes a la badia van ser clausurades.

## Combatents

### Unió

#### Armada
14 vaixells de fusta:
- USS  Brooklyn
- USS  Itasca
- USS  Kennebec
- USS  Monongahela
- USS  Oneida
- USS  Richmond
- USS  Seminole
- USS  Hartford
- USS  Galena
- USS  Metacomet
- USS  Octorara
- USS  Lackawanna
- USS  Ossipee
- USS  Port Royal

4 monitors cuirassat s:
- USS  Tecumseh
- USS  Manhattan
- USS  Winnebago
- USS  Chickasaw

#### Exèrcit
Forces terrestres de Mobile Bay - Major General Gordon Granger
- Brigadier de Clark - Coronel George Washington Clark
- 2 º Brigadier - Coronel Henry Bertram
- 3 º Brigadier (2a Divisió, XIX Corps) - Coronel Joshua J. Guppey
- Enginyer Brigadier (Corps d'Afrique) - Coronel George D. Robinson
- Enginyer Brigadier (XIX Corps) - Brigadier General Joseph Bailey
- Artiller (XIX Corps) - Brigadier General Richard Arnold

### Confederació

#### Armada
3 bombarders:
- CSS  Morgan
- CSS  Gaines
- CSS  Selma

1 cuirassat:
- CSS  Tennessee

#### Exèrcit
Districte de Gulf - Major General Dabney Maury
- Fort Morgan - Brigadier General Richard Page
- Fort Gaines - Coronel Charles D. Anderson